# Jednooczka, Dwuoczka i Trójoczka
Jednooczka, Dwuoczka i Trójoczka (Einäuglein, Zweiäuglein und Dreiäuglein) – baśń opublikowana przez  braci Grimm w 1815 roku w zbiorze ich  Baśni (tom 2, nr 130). 

## Treść[1]
Pewna kobieta miała trzy córki. Najstarsza Jednooczka miała jedno oko, najmłodsza Trójoczka miała troje oczu, zaś średnia Dwuoczka miała dwoje oczu jak większość ludzi. Dwuoczka była znienawidzona zarówno przez matkę jak i siostry. Źle ją traktowały i dawały jej mało jedzenia. Zwykle musiała jadać resztki ze stołu.
Pewnego dnia Dwuoczka wybrała się na łąkę, by nakarmić kozę. Była głodna i zaczęła płakać. Wtedy zjawiła się wróżka i zapytała ją o powód smutku. Dziewczyna odparła, że w domu ją nienawidzą i musi cierpieć głód. Wówczas wróżka nauczyła ją zaklęcia. Poinformowała, że gdy powie do swojej kozy "Mee.. kózko, Mee... A ty stoliczku nakryj się" – pojawi się przed nią stolik z dużą ilością jedzenia. Potem wróżka znikła, a Dwuoczka wypróbowała zaklęcie i po raz pierwszy od dawna najadła się do syta. Od tej pory Dwuoczka nie cierpiała głodu i nie musiała już jadać resztek zostawionych przez siostry. Jednak dziwne zachowanie Dwuoczki nie uszło uwagi sióstr, które zaczęły podejrzewać, że siostra jada gdzie indziej. Postanowiły to sprawdzić. 
Następnego dnia Jednooczka postanowiła towarzyszyć siostrze przy karmieniu kozy. Dwuoczka zaśpiewała kołysankę, po której siostra zamknęła oko i zasnęła. Wtedy Dwuoczka wypowiedziała nauczone przez wróżkę zaklęcie i najadła się do syta. 
Następnego dnia druga siostra Trójoczka postanowiła towarzyszyć Dwuoczce. Dwuoczka znów zaśpiewała kołysankę. Trójoczka zamknęła dwoje oczu, ale trzecie zostawiła uchylone. Widziała jak siostra wypowiedziała zaklęcie, potem pojawił się stół z jadłem, z którego Dwuoczka się posiliła. W domu o wszystkim opowiedziała. Matka natychmiast zarżnęła kozę, a siostry zaczęły śmieć się z Dwuoczki.
Następnego dnia Dwuoczka poszła na łąkę i znów spotkała wróżkę. Opowiedziała ze łzami, co spotkało jej kozę. Wróżka dała jej radę, by poprosiła siostry o wnętrzności kozy i zakopała je przed domem. Zapewniła, że to przyniesie jej szczęście.
Siostry wśród kpin zgodziły się oddać jej wnętrzności, które Dwuoczka zgodnie z radą wróżki zakopała w ziemi. Następnego dnia wyrosło w tym miejscu piękne drzewo ze srebrnymi liśćmi i złotymi owocami. Nikt oprócz Dwuoczki nie był w stanie zerwać z niego liścia ani owocu, gdyż drzewo odsuwało gałęzie od każdego, który próbował po nie sięgać. 
Wtedy pojawił się przystojny książę, który zachwycony złotymi owocami zapragnął, by mu ofiarowano jeden. Jednooczka i Trójoczka próbowały sięgnąć po nie, ale bez skutku. Dopiero Dwuoczka, której na początku siostry z matką kazały schować się w beczce, by nie przynosiła wstydu, teraz wyszła z kryjówki i zerwała owoc dla księcia. Książę zauroczony urodą Dwuoczki zapytał, co może w zamian dla niej zrobić. Dwuoczka prosiła, by zabrał ją z tego miejsca, gdzie przez tyle lat musiała cierpieć głód i szykany. Książę posadził ją na swojego wierzchowca i zabrał do zamku ojca. Wkrótce potem się pobrali. 
Siostry zazdrościły jej szczęścia, ale po jej odjeździe pocieszały się, że nadal mają cudowne drzewo. Jednak drzewo zniknęło i pojawiło się pod oknem zamku, gdzie mieszkała obecnie Dwuoczka – podążyło za nią. 
Jakiś czas później do zamku Dwuoczki przybyły dwie żebraczki, w których Dwuoczka rozpoznała siostry. Były teraz bardzo biedne i błagały o jałmużnę. Dwuoczka przebaczyła im dawne złe traktowanie i udzieliła wsparcia.

## Ekranizacje
- Węgierskie Bajki Ludowe (Magyar népmesék) – węgierska seria filmów animowanych (odcinek 1, sezon 2: Egyszemű, kétszemű, háromszemű)